# Alexandre Ferreira Pinto Basto
Alexandre Ferreira Pinto Basto ComC • GOIH • GCIH (Lisboa, 3/30 de Novembro de 1895 —) foi um empresário e administrador de empresas que, entre outras funções, foi presidente do conselho de administração da Companhia do Caminho de Ferro de Benguela e deputado à Assembleia Nacional do Estado Novo na IV Legislatura (1945-1949)

## Biografia

### Vida pessoal
Filho de António Aloísio de Atouguia Ferreira Pinto Basto (Lisboa, 1 de Fevereiro de 1862 - ?), neto materno do 1.º Visconde de Atouguia, e de sua mulher e prima-sobrinha (Lisboa, 8 de Maio de 1889) Alice Ferreira Pinto Basto (Lisboa, 25 de Maio de 1865 - Lisboa, 8 de Agosto de 1953), ambos de ascendência Inglesa.
Casou a 25 de Agosto de 1919 com Maria Teresa Perestrelo de Albuquerque d' Orey (20 de Abril de 1895 - ?), sobrinha-neta do 1.º Visconde de São Torquato, com geração.

### Carreira política e profissional
Foi Vereador na Câmara Municipal de Lisboa, e também foi deputado tendo realizado várias intervenções parlamentares durante a Quarta Legislatura do Parlamento Português, entre 1945 e 1949.
Em 26 de Maio de 1967, participou na cerimónia do 64.º aniversário da Companhia do Caminho de Ferro de Benguela, em Nova Lisboa, ocupando nessa altura a posição de presidente do Conselho de Administração.
Também participou na Reunião Internacional dos Transportes, em Joanesburgo.

### Homenagens
A 14 de Outubro de 1952, foi feito Comendador da Ordem Militar de Cristo pelo Ministro do Ultramar, pelas suas acções como deputado, presidente da Companhia do Caminho de Ferro de Benguela, e como delegado na Reunião Internacional dos Transportes. A 11 de Julho de 1968, recebeu o grau de Grande-Oficial da Ordem do Infante D. Henrique, tendo sido elevado a Grã-Cruz da mesma Ordem a 22 de Maio de 1971.